# Aedokritus coffeatus
Aedokritus coffeatus är en tvåvingeart som beskrevs av Trivinho-strixino 1997. Aedokritus coffeatus ingår i släktet Aedokritus och familjen fjädermyggor. Inga underarter finns listade i Catalogue of Life.